# مقاطعة تكساس (ميزوري)
مقاطعة تكساس (بالإنجليزية: Texas County, Missouri) هي إحدى مقاطعات ولاية ميزوري في الولايات المتحدة. تأسست سنة 1845، بلغ عدد سكانها 26008 نسمة في عام 2010 حسب إحصاء مكتب تعداد الولايات المتحدة وتصل الكثافة السكانية فيها 8 نسمة/كم2.

## وصلات خارجية
- www.texascountymissouri.org/
- United States Counties